# Zavinění
Zavinění (lat. mens rea) v právu je subjektivní vztah (vůle, vědomí nebo nedbalost) osoby k předpokládaným nebo možným následkům nebo zakázanosti jejího jednání, jímž je někomu způsobena újma nebo které je jinak protiprávní. Zavinění v etice se spíše popisuje slovy vina nebo hřích.
Zavinění je obvykle podmínkou odpovědnosti jednající osoby. Ve vztahu k trestnímu právu zavinění tvoří součást tzv. subjektivní stránky trestného činu, tedy trestní odpovědnosti, která je dále podmíněna například věkem a příčetností.
Zbavení se odpovědnosti za způsobený soukromoprávní delikt, tedy zprostit se zavinění tam, kde je předem předpokládáno (presumováno), je možné vyviněním (exkulpací). V těchto případech totiž poškozený prokazuje naplnění všech zákonných předpokladů odpovědnosti za způsobenou újmu, kromě zavinění, a je na škůdci, zda se své odpovědnosti zbaví tím, že prokáže, že způsobenou újmu nezavinil.

## Zavinění v českém právu
V českém právu je zavinění zmiňováno, případně definováno, například v těchto zákonech:
- trestní zákoník (§ 15–19)
- zákon č. 250/2016 Sb., o odpovědnosti za přestupky a řízení o nich (§ 15)
- občanský zákoník (§ 2895, 2909–2912)

Zavinění se zkoumá u jednání, u nějž je posuzováno, zda jde o trestný čin nebo přestupek, nebo jímž jednající osoba způsobila újmu nebo které je jinak protiprávní.

### Forma zavinění
V českém trestním a přestupkovém právu se (téměř shodně) rozlišují tyto druhy zavinění:
- Úmyslné (dolózní)
  - Úmysl přímý (dolus directus)
  - Úmysl nepřímý či eventuální (dolus indirectus, eventualis)
- Nedbalostní (kulpózní)
  - Nedbalost vědomá (culpa luxuria)
  - Nedbalost nevědomá (culpa negligentia)

V trestním právu je známa navíc ještě hrubá nedbalost (culpa lata), která ale není zvláštní formou zavinění a vztahuje se jak k nedbalosti vědomé, tak nevědomé. Ty se tudíž navíc rozlišují na „obyčejné“ a „hrubé“. Je naplněna tehdy, když přístup pachatele k požadavku náležité opatrnosti svědčí o jeho zřejmé bezohlednosti k zájmům, které trestní zákoník chrání.

#### Úmysl přímý
Pachatel chtěl způsobem uvedeným v zákoně porušit nebo ohrozit zákonem chráněný zájem. Nezáleží přitom na tom, do jaké míry si byl jist nebo doufal, že se mu to podaří.
Např.: Pachatel bodne nožem svou oběť, protože ji chce usmrtit (ale nemusí si být jist, že se mu to podaří).

#### Úmysl nepřímý (eventuální)
Pachatel věděl, že svým jednáním může způsobit porušení nebo ohrožení zákonem chráněného zájmu, a pro případ, že je způsobí, byl s tím srozuměn.
Jde tedy o případy, kdy hlavní účel jednání byl jiný (např. vybít si vztek, zvětšit zisk) a pachateli bylo lhostejné, jestli tím někomu uškodí, a proto takovou újmu vědomě riskoval. Rozhodující je vědomí rizika – jakmile nejde o riziko, ale o jistotu, jde již o úmysl přímý, i kdyby nebyl hlavním cílem.
Např.: Lupič spoutal hlídače a při odchodu založil požár, věděl, že hlídač může zemřít, sice jeho smrt nechtěl způsobit, ale věděl, že může následkem požáru nastat.

#### Nedbalost vědomá
Pachatel věděl, že může způsobem uvedeným v zákoně porušit nebo ohrozit zájem chráněný zákonem, ale bez přiměřených důvodů spoléhal, že takové porušení nebo ohrožení nezpůsobí.
Pachatel nechce újmu způsobit, ale vědomě ji riskuje. Jde tedy o vědomou neopatrnost.
Např.: Řidič automobilu vědomě poruší předepsanou rychlost pro jízdu v obci, je přesvědčen o tom, že omezení rychlosti je neopodstatněné, do cesty mu vběhne dítě a řidič je zabije. Porušení pravidel silničního provozu je čin s přímým nebo nepřímým úmyslem, avšak zabití dítěte je s největší pravděpodobností čin z vědomé nedbalosti.

#### Nedbalost nevědomá
Pachatel nevěděl, že svým jednáním může porušit nebo ohrozit zájem chráněný zákonem, ač to vzhledem k okolnostem a svým osobním poměrům vědět měl a mohl.
Na rozdíl od vědomé nedbalosti v tomto případě se pachatel domníval, že svým jednáním chráněný zájem neohrozí (při vědomé nedbalosti jen doufal, že ho neohrozí). Od subjektivně nezaviněného činu se tzv. nevědomá nedbalost liší tím, že pachatel neměl znalosti, které od člověka v jeho pozici jsou očekávány a které měl možnost získat.
Problém může být v tom, že nemusí být vždy objektivně dané, co pachatel vědět měl a mohl. Jednoznačně lze posuzovat například znalost právních, provozních nebo bezpečnostních předpisů nebo nesporných odborných poznatků, pokud k výkonu nějaké činnosti je jejich znalost předepsána. Jakmile však jde o věc teorie, osobního názoru nebo přesvědčení, může obecná představa o tom, co by každý „měl vědět“, kolidovat se základními lidskými svobodami myšlení a svědomí.
Např.: Zdravotní sestra použije použitou injekční stříkačku a nakazí pacienta nakažlivou chorobou. Vzhledem ke své kvalifikaci (objektivní hledisko) měla a mohla (subjektivní hledisko) vědět, že použitou jehlou může pacienta nakazit.

### Podmíněnost odpovědnosti zaviněním
K trestnosti činu je třeba zavinění úmyslné, nestanoví-li trestní zákon u příslušné skutkové podstaty výslovně, že postačí i nedbalostní zavinění. K odpovědnosti za přestupek naopak postačí zavinění z nedbalosti, pokud zákon nestanoví výslovně, že je třeba úmyslné zavinění. K odpovědnosti za škodu způsobenou protiprávním jednáním je třeba zavinění škody (tedy objektivní zavinění, přičemž subjektivní stránka zavinění je posuzována v rámci otázky, zda jde o protiprávní jednání).
K odpovědnosti za újmu způsobenou porušením smluvní povinnosti nebo např. provozní činností, zvířetem, na nemovité věci či na držené cizí movité věci (převzaté, odložené, vnesené) nebo odpovědnosti za škodu způsobenou odbornou informací nebo radou není zavinění podmínkou, jedná se o tzv. objektivní odpovědnost. Zprostit se odpovědnosti je možné naplněním tzv. liberačních důvodů, které stanoví zákon.

### Zavinění nezakládající trestní a přestupkovou odpovědnost
Trestní a přestupkové předpisy nepopírají možnost jiných forem zavinění, ale takové formy nepostačují k uplatnění odpovědnosti. K trestnosti činu nebo odpovědnost za přestupek tedy nepostačují například tyto formy zavinění (způsobení) (první dva případy trestní zákon z odpovědnosti vylučuje výslovně jako tzv. nepříčetnost):

#### Nerozpoznání následků pro duševní poruchu
Pachatel může nerozpoznat společenskou nebezpečnost činu pro duševní poruchu nejspíše tehdy, je-li příčinou nerozpoznání porucha s bludy (typicky schizofrenie) (F20–F29) nebo mentální retardace (F70-F79 dle Mezinárodní klasifikace nemocí MKN-10).
Příklad: když „hlasy“ někomu naléhavě přikazují někoho zabít, může se mu naléhavost takové žádosti subjektivně jevit jako přiměřený důvod k jednání, který formálně naplňuje skutkovou podstatu trestného činu vraždy.

#### Neschopnost ovládat své jednání pro duševní poruchu
Do této kategorie by nejspíš mohlo spadat jednání ve stavu náměsíčnosti (somnambulizmus, F51.3) nebo některých forem schizofrenie.
Příklad: člověk se ráno probudí a zjistí, že v noci zabil svou ženu, aniž by o tom věděl.
V praxi bývá často ustanovení zneužíváno pro jednání související s odlišností sexuality (parafilie). Snížená příčetnost může být typická například pro patologickou sexuální agresivitu, avšak například u pedofilie neschopnost ovládat své jednání zpravidla není způsobena samotnou parafilií, ale například psychickou disociací vyvolanou tím, že pachatel své dispozice potlačoval nebo neměl možnost nalézt socializované vzorce jejich uplatnění. Většinou však mezi příčinami jednání není prvořadě „neschopnost ovládat své jednání“, ale odlišné osobní zájmy nebo psychické potřeby pachatele, tedy by spíše mohla být uplatněna jako polehčující okolnost tíživá osobní situace, kterou si pachatel sám nezpůsobil – situaci krajní nouze, která by čin zbavila trestnosti zcela, by se dala uplatnit například v případě, kdy by dobrovolným sexuálním kontaktem byla bezprostředně odvracena sebevražda způsobená erotickou frustrací jednoho z účastníků jednání.
Příklad: při procházce v parku někdo uvidí pěknou ženu a hormonální pochody se rozběhnou tak intenzivně, že vyřadí z činnosti volní a racionální složku psychiky.
Jiný příklad (sporný): vedoucí dětského oddílu se tulí s dětským členem oddílu a starostlivě se ho ptá, jestli může ještě tady a takhle (tedy evidentně nemá úmysl ublížit a aktivně projevuje snahu, aby neublížil). Po vypuknutí skandálu však tvrdí, že se nemohl ovládat a že pudy ho k tomu nutily a nemohl tomu zabránit. Jedná se o člověka s rigidními a konzervativními názory na sexuální morálku a (po činu) opravdu nechápe, jak se mohl něčeho takového dopustit. Vzhledem k rozštěpu jeho osobnosti a morálky může být komplikované posoudit, zda jde o vědomou nedbalost (jistá část jeho osobnosti se ztotožňovala s obecným názorem, že takový kontakt musí dítěti uškodit, ale on vědomě na toto riziko nedbal), nevědomou nedbalost (měl vědět, že takové jednání je nebezpečné, ale nevěděl to), žádné zavinění (nechtěl újmu způsobit, byl přesvědčen, že ji nezpůsobí, a také ji svým jednáním nezpůsobil). Vzhledem k tomu, že trestný čin pohlavního zneužití je trestný pouze v případě úmyslného zavinění, v policejní a soudní praxi se obvykle psychologický konstrukt označující (nevědomou a hypotetickou) motivaci obvykle zaměňuje za právnický pojem úmyslnosti (například výskyt mimovolní erekce se považuje za přímý důkaz „sexuálního úmyslu“). Soudní znalec ve snaze uplatnit zdravotnický pohled oproti vězeňsko-represivnímu uplatňuje volní nepříčetnost a nutnost léčby pedofilie, třebaže samotná pedofilie ani neovlivňuje ovládací schopnost, ani není léčitelná.

#### Omezenost nebo mylnost uvažování
Do kategorie nerozpoznání možných následků činu z důvodu omezenosti nebo mylnosti uvažování připadnou případy, které jsou podobné činům z nevědomé nedbalosti, ale nelze o nich říci, že pachatel „měl a mohl“ znát následky svého jednání. Nejde tedy o nedbalost, ale o omyl nebo o omezenost myšlení danou kulturně-sociálním rámcem nebo o situaci, kdy větší úsilí vynakládané na zkoumání možných následků jednání by obecně bylo považováno za nepřiměřené. Může jít také o hloupost v míře, jaká nedosahuje kvalit nutných k tomu, aby byla diagnostikována jako duševní porucha.
Příklad: Lékař pečlivě provádí lékařský zákrok způsobem, který je v té době obecně považován za účinný a bezpečný. Vědeckým pracím prokazujícím opak nevěnuje pozornost, protože důvěřuje zavedené praxi a institucím a snaží se pomoci co nejvíce pacientům. Obecně se od lékaře neočekává, že by měl oponentním názorům věnovat pozornost. Po letech se prokáže, že oponenti měli pravdu a že zákrok (metoda) nejen že jsou neúčinné, ale způsobují závažnou újmu na zdraví. V takovém případě nejde o úmyslné ublížení na zdraví ani o ublížení z nedbalosti. Lékař nenese trestně-právní odpovědnost za způsobené poškození zdraví, ale nemocnice (nebo sám lékař, má-li vlastní praxi) může nést občansko-právní odpovědnost.

#### Nešikovnost
Z právního hlediska podobný případ jako předchozí.
Příklad: Zkušenému a úspěšnému chirurgovi nedopatřením ujede ruka a způsobí tím smrt pacienta. Přitom dělal podle nejlepšího svědomí vše, co se od něj v rámci omezení rizika očekává. Nejde o úmysl ani nedbalost.
Jiný příklad: Průměrná řidička se na křižovatce nečekaně dostane do situace, ve které ztratí přehled, zazmatkuje a nabourá. Dopravní předpisy zná dokonale a neměla úmysl je nedodržovat. Nikdy předtím se na této křižovatce do podobně složité situace nedostala a ani ji neočekávala. Jednání by tedy nemělo být kvalifikováno ani jako přestupek, ale odpovědnost za způsobenou škodu na řidičce zůstává.

#### Názor odlišný od zákonodárce
Pachatel má názor (správný nebo chybný), že
- zákonné ustanovení nechrání legitimní (právním řádem deklarovaný) zájem, nebo
- účel, k jehož ochraně bylo sankční ustanovení přijato, obecně anebo v konkrétní situaci ve skutečnosti nechrání.

Příklad: Trestní zákon prohlašuje za trestný čin vyrábět, šířit, případně držet pornografická díla zobrazující násilí. Člen sadomasochistické komunity zašle jinému členu téže komunity film, který tato komunita za plného vzájemného konsensu natočila. Je přesvědčen, že zákaz vychází z překonaných názorů nebo že je určen k ochraně před nekonsensuálním násilím a že on svým jednáním nikomu neškodí. Ke svému názoru došel dlouhodobým a usilovným studiem tematiky včetně odborné literatury.
Jiný příklad: Občan ve spojení s cizí mocí nebo cizím činitelem „rozvrací“ svou vlastní republiku, protože názorově a zájmově má blíže k této cizí moci a domnívá se, že režim v jeho republice pošlapává svůj vlastní právní řád nebo jeho nezrušitelná osobní práva.
V praxi se však v podobných případech nelze zákonnosti dovolat, protože soudcem sporu mezi občanem a státem je stát.

### Zákonem chráněný zájem
Aby byla dána pachatelova odpovědnost za trestný čin, případně přestupek, musí se zavinění (úmysl, srozuměnost nebo nedbalost) vztahovat k zákonem chráněnému zájmu. Problémem je, že pojetí a tradice trestního zákona je starší než dnešní pojetí ústavního práva a není s ním dostatečně kompatibilní, takže ne všechny hodnoty chráněné trestním zákonem jsou ústavním právem deklarovány jako hodné státní ochrany a u většiny skutkových podstat není explicitně stanoveno, k ochraně kterého a čího zájmu jsou určeny, takže může docházet k různosti výkladů.
Pozitivistickému formálnímu pojetí práva je blízké zákonem chráněný zájem ztotožňovat s nástrojem k jeho ochraně, tedy samotným formálním zákazem, jenž je obvykle odvozován z vymezení skutkové podstaty trestného činu, případně přestupku. (Trestní a přestupkový zákon však zákazy popisovaných jednání neobsahují, pouze definují skutkové podstaty, zákaz je tradičním výkladem považován za implicitně obsažený.) Je-li skutková podstata vymezena souběhem více podmínek, je chráněným zájmem celý tento komplex, nikoliv jednotlivá kritéria, z nichž je složena.
Materiální pojetí práva založené na ochraně práv a svobod klade větší důraz na reálnou újmu na oprávněných zájmech konkrétních osob (není zločinu bez oběti). Za chráněný zájem se považují v první řadě nezadatelné a nezrušitelné hodnoty deklarované Listinou základních práv a svobod, dále hodnoty deklarované ústavou a dalšími zákony, případně další hodnoty považované za přirozené nebo základní.
Materiální pojetí práva založené prvořadě na ochraně státu nebo společnosti považuje za chráněný zájem obvykle autoritu, nedotknutelnost a neomylnost orgánů státu nebo převažujících mravů, zájmy ostatních lidí pak natolik, nakolik jsou těmto hodnotám užitečné. Toto pojetí přežívá v trestním zákoníku zejména v termínu „společenská nebezpečnost“, který je použit například v obecné definici trestného činu nebo příčetnosti.
Je-li tedy skutková podstata podvodu určená k ochraně oprávněných zájmů podváděného, čin je zaviněný tehdy, když pachatel ví, že podváděnému způsobuje újmu, i kdyby se pachatel domníval, že takový čin není trestný. A naopak, pokud se někdo s plným vědomím dopouští jednání, které naplňuje skutkovou podstatu některého trestného činu, ale přitom se z dobrých důvodů domnívá (třeba i mylně), že tím neohrožuje právem deklarovaný zájem, k jehož ochraně je trestní ustanovení určeno, pak rozhodně nejde o úmyslnost ani vědomou nedbalost; posouzení, zda může jít o nevědomou úmyslnost, je značně subjektivní a může být v konfliktu s právem na svobodu svědomí a myšlení.
Příklad: V ustanovení o trestnosti pohlavního zneužívání osob mladších 15 let právní pozitivista spatřuje chráněný zájem v tom, aby nikdo neprováděl sexuální aktivity s osobou mladší 15 let. Výklad lidskoprávního pojetí považuje za chráněný zájem svobodu a psychické zdraví dětí, přičemž by mohl uvažovat o tom, že za některých okolností sexuální aktivity s osobou mladší 15 let nemusí být trestným činem, i kdyby naplňovaly znaky formální skutkové podstaty. Výklad společenského pojetí může za narušení zákonem chráněného zájmu považovat spíše vliv na obecnou morálku a narušení jejích zvyklostí, zvláště pokud nezletilý aktér souhlasil a jeho osobní zájmy nebyly narušeny.

## Úmyslnost a zavinění podle zákona č. 117/1852 ř. z.
Zákon o zločinech, přečinech a přestupcích, který na československém území platil s novelizacemi až do roku 1950, formuloval v § 1 podmínku úmyslnosti takto:
„Ke zločinu vyžaduje se zlého úmyslu. Zlý úmysl dává se však za vinu nejen tehda, když před tím, než se něco před se vzalo nebo opominulo, anebo když se to před se bralo nebo opomíjelo, zlo, jež se zločinem jest spojeno, přímo bylo rozváženo a umíněno; nýbrž i, když z nějakého jiného zlého úmyslu něco bylo před se vzato nebo opominuto, z čeho zlo, které tím povstalo, obyčejně povstává, anebo alespoň snadno povstati může.“
Tato formulace zhruba odpovídá dnešní podmínce úmyslu přímého nebo nepřímého. Namísto „úmyslu poškodit zákonem chráněný zájem“ se však psalo o „zlém úmyslu“. Podle § 4 bylo lze zločin spáchati též na takových osobách, které samy škody si přejí nebo k ní svolují. Rozhodující byl „zlý úmysl pachatele“, který zřejmě byl chápán ve smyslu abstraktní ideje zla nezávislé na vůli pachatele ani oběti.
§ 11 však stanovil: „Pro myšlenky nebo pro vnitřní zamýšlení nelze nikoho odpovědným činiti, nebyl-li předsevzat žádný vnější zlý čin, anebo nebylo-li něčeho opominuto, co zákony předpisují.“ Za zlý úmysl tedy nemohly být považována například nenávist, touha, přání, názor atd., pokud nevedly alespoň ke konkrétnímu úmyslu vnějšího činu. Neznalost zákona podle § 3 neomlouvala.
Trestné činy z nedbalosti tento zákon vylučoval (viz písm. f). Nepříčetnost konstatoval § 2 (ve znění ze 30. let 20. století) v těchto případech:
- a) když pachatel zcela zbaven jest užívání rozumu;
- b) když skutek při střídavém pominutí smyslů vykonán byl v čase, pokud pominutí trvalo, anebo
- c) v úplném opilství, ve kteréž se pachatel připravil, zločinu v úmyslu nemaje, anebo v jiném pomatení smyslů, v němž sobě činu svého vědom nebyl;
- d) zrušeno
- e) když se při tom přihodil takový omyl, pro který nebylo lze v činu spatřovati zločin;
- f) když zlo povstalo náhodou, nedbalostí anebo z neznalosti následků činu;
- g) když skutek se stal z neodolatelného donucení nebo u výkonu spravedlivé nutné obrany. Že však tu byla spravedlivá nutná obrana, za to má se míti jen tehdy, když lze …důvodně souditi, že pachatel užil toliko obrany potřebné, aby odvrátil… nebo že toliko z poděšení, ze strachu nebo z leknutí vykročil z mezí takové obrany.